# Milocera falcula
Milocera falcula är en fjärilsart som beskrevs av Louis Beethoven Prout 1934. Milocera falcula ingår i släktet Milocera och familjen mätare. Inga underarter finns listade i Catalogue of Life.